# Fievel au Far West
Série
Fievel et le Nouveau Monde
(1986) Fievel et le Trésor perdu
(1998)
Pour plus de détails, voir Fiche technique et Distribution.
Fievel au Far West (An American Tail: Fievel Goes West) est un dessin animé réalisé par Phil Nibbelink et Simon Wells et sorti en 1991. Il s'agit de la suite des aventures de la jeune souris Fievel commencées avec Fievel et le Nouveau Monde, film produit par Steven Spielberg et Don Bluth en 1986.
Contrairement au premier opus assez triste et touchant, cette suite adopte un ton plus comique, ce qui lui valut un succès bien plus modéré auprès des critiques (davantage séduits par la poésie de l'original). Le public aussi préféra Fievel et le Nouveau Monde : cette seconde aventure de Fievel ne récolta que 22 millions de dollars aux États-Unis et 18 millions dans les autres pays (40 millions en tout) alors que l'original avait collecté 84 millions.
Ce fut aussi un film d'adieu : c'est le dernier auquel participa le défunt James Stewart (la voix de Wylie Burp).

## Synopsis
Après avoir émigré aux États-Unis, la famille Souriskewitz vit dans un tout petit appartement de New York. À la suite d'une attaque des chats, ils sont obligés de s'enfuir. C'est alors qu'ils croisent la route d'une étrange souris habillée en cow-boy qui vend des billets de train pour l'Ouest. Intrigués, les Souriskewitz s'embarquent et, au terme du voyage, descendent à Green River où bien d'autres péripéties les attendent.

## Interprétation
Après le récit de l'arrivée des immigrants en Amérique dans Fievel et le Nouveau Monde, Fievel au Far West continue à traiter du rêve américain en explorant la conquête de l'Ouest par les pionniers.
Les immigrants se rendent compte que même en Amérique, il y a des chats (représentant l'oppression). Ils décident de partir vers l'Ouest, dans l'espoir de faire fortune et d'avoir de meilleures conditions d'existence, dans une contrée où les chats « ne sont pas de mauvais bougres »... Mais ils constatent rapidement que les chats sont partout les mêmes, y compris dans l'Ouest. Métaphoriquement, on peut voir dans cet épisode l'histoire des immigrants qui, exploités lors de leur arrivée aux États-Unis, sont partis dans l'Ouest américain où ils ont retrouvé les mêmes personnes peu scrupuleuses (hommes d'affaires crapuleux, politiciens véreux…).
Fievel au Far West offre par ailleurs de nombreux clins d'œil aux westerns de Sergio Leone et de John Ford. Le shérif Buffalo Blurp et Chat R. Ton ressemblent beaucoup aux personnages de Il était une fois dans l'Ouest, de La Chevauchée fantastique ou de la trilogie du dollar et l'on peut entendre un morceau du générique de la série Rawhide durant une scène du film.
- Céline Dion avait enregistré le générique du film Fievel 2 après le désistement de l'artiste originale (Linda Ronstadt) du Fievel 1. Après maintes réflexions, l'artiste originale décida de reprendre sa place, Spielberg laissa donc Linda Ronstadt au générique.